# Taxenne
Taxenne é uma comuna francesa na região administrativa de Borgonha-Franco-Condado, no departamento de Jura. Estende-se por uma área de 3,84 km². Em 2010 a comuna tinha 115 habitantes (densidade: 29,9 hab./km²).